# بی‌ام‌و آر۱۰۰
بی‌ام‌و آر۱۰۰ (انگلیسی: BMW R100) با مدل‌های مختلف آراس، آرتی کلاسیک، تی. اس، جی‌اس و تی‌سی عرضه شده است، از سری موتورسیکلت‌های ب‌ام‌و موتوراد است که از یک انجین، چهارزمانه دوسیلندر موتور تخت با ظرفیت ۹۸۰ سی‌سی استفاده می‌کند. تولید مدل در سال ۱۹۷۶ تا ۱۹۹۶ انجام می‌شد.

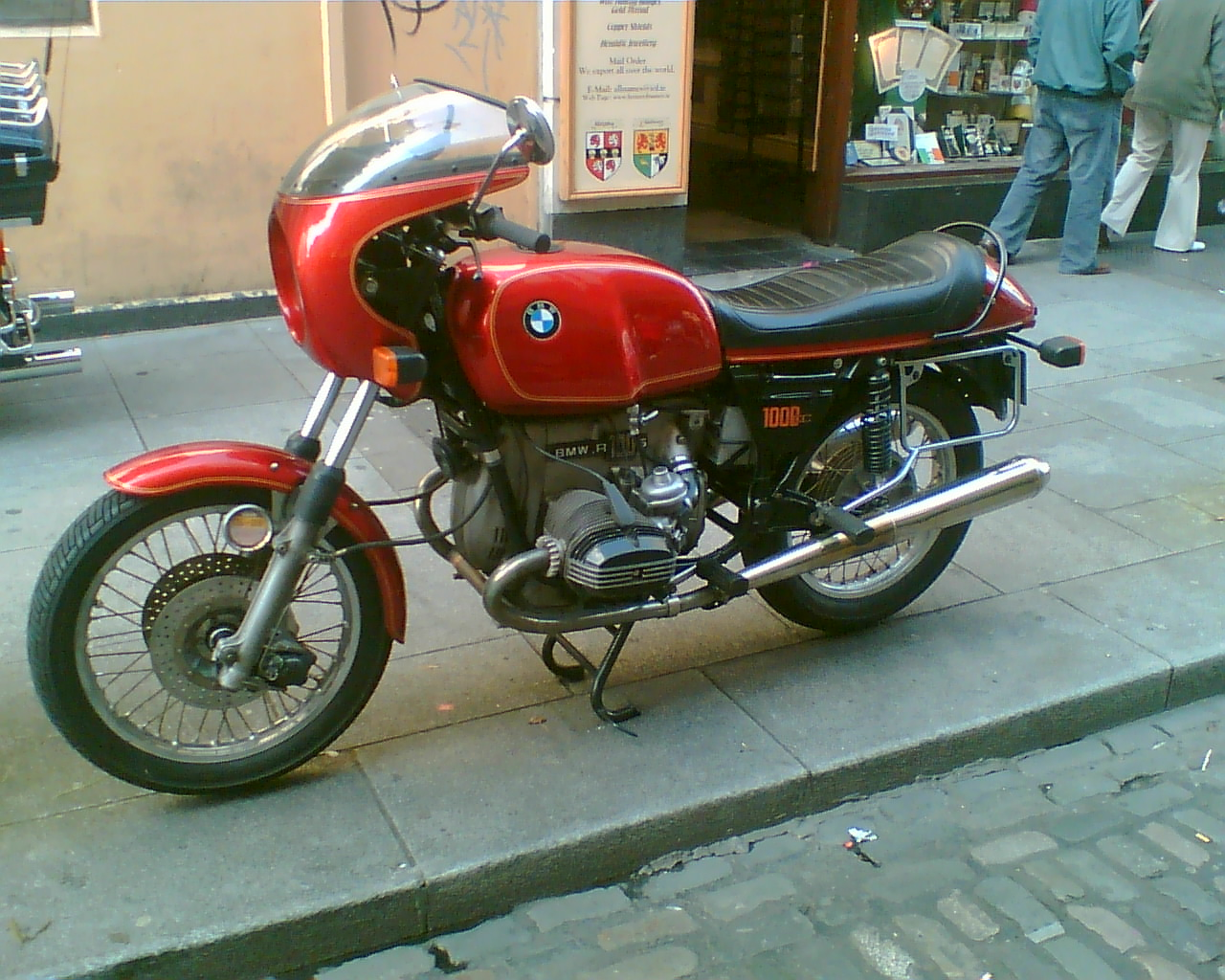
بی‌ام‌و آر۱۰۰اس مدل ۱۹۷۷

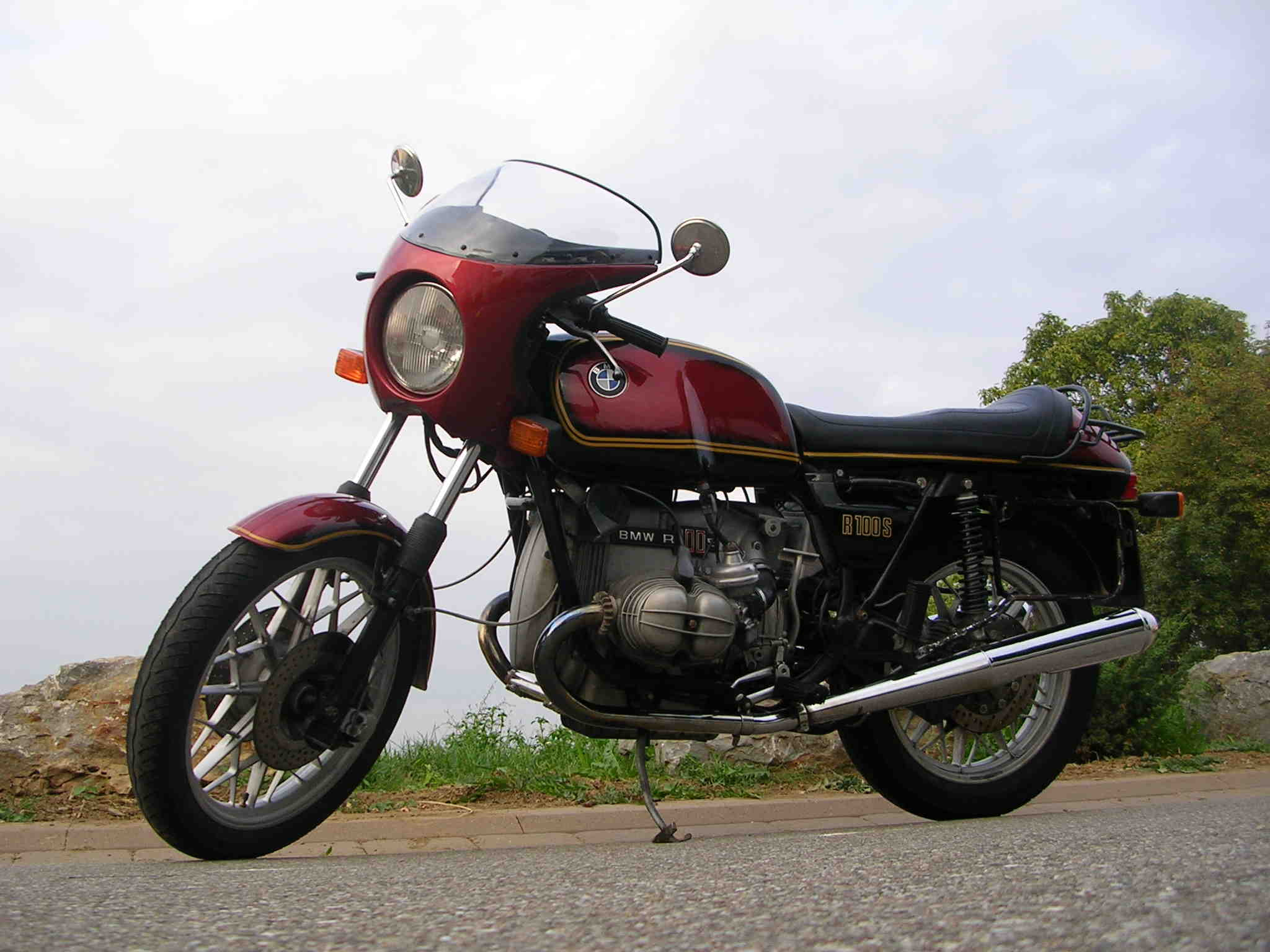
بی‌ام‌و آر۱۰۰اس

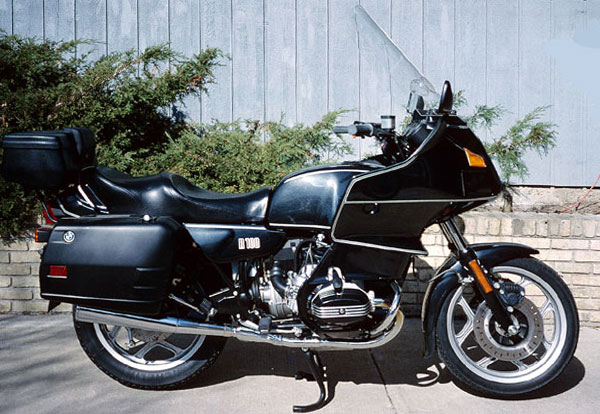
بی‌ام‌و آر۱۰۰آر. تی

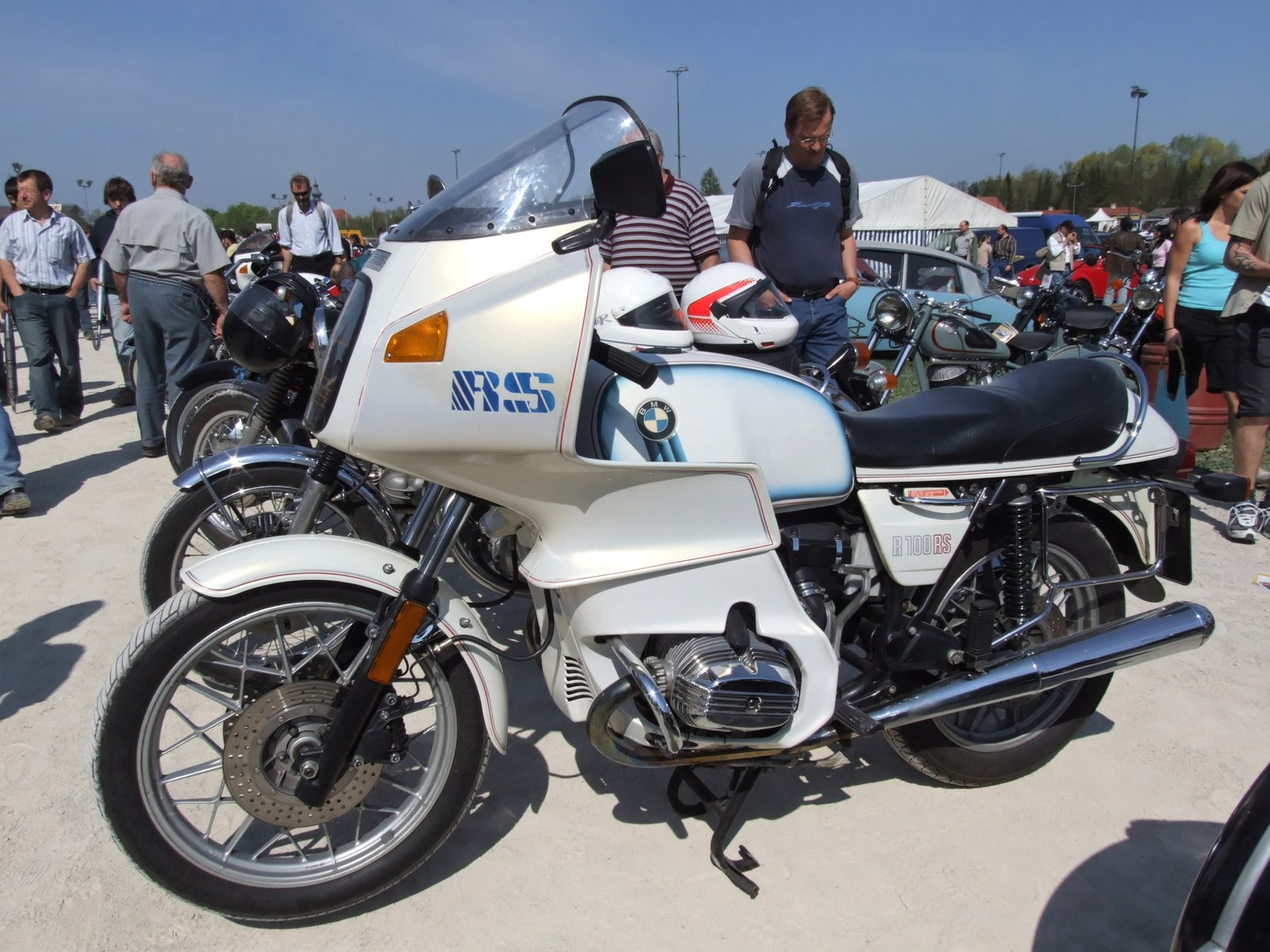
بی‌ام‌و آر۱۰۰آر. اس

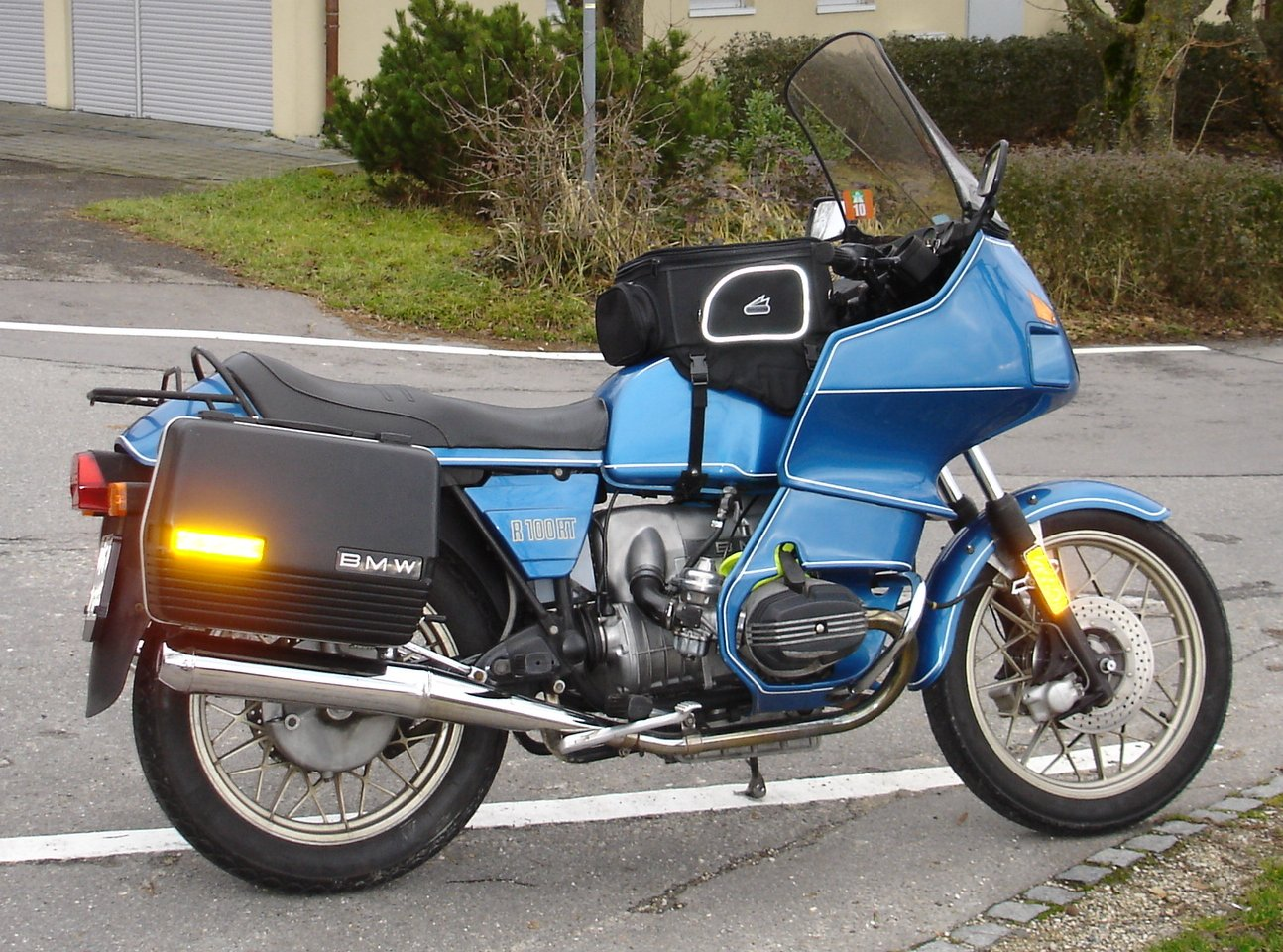
بی‌ام‌و آر۱۰۰آر. تی مدل ۱۹۷۹